# Horákov (hrad)
Hrad Horákov (nazývaný též Horákovský hrad) je zaniklý hrad, jehož pozůstatky se nacházejí na ostrožně nad Mariánským údolím. Parcela se zbytkem hradu patří do katastrálního území Horákov, náležejícímu k obci Mokrá-Horákov.

## Historie
První dochovaná zpráva o Horákovském hradě pochází z roku 1464, kdy jej vlastnil Václav Herynk ze Sloupna. Avšak pravděpodobně již v 16. století se hrad stal opuštěný a zpustl. V současné době se zde nachází terénní prohlubně s kameny ze zemních struktur hradu, zbytek kamenné cisterny na vodu, pozůstatky jižní zdi a torzo malé části zdiva. Jihovýchodně od hradu se nachází dochovaný příkop přetínající úzkou šíji ostrožny. Ten vznikl vylámáním části slepencových hornin pravděpodobně při výstavbě hradu. Na protějším kopci, který od Horákovského hradu odděluje potok Říčka, se rozprostírá staré hradiště Staré Zámky.